# There's a light that never goes out
There's a light that never goes out is een artistiek kunstwerk in Amsterdam-Zuidoost.
Kunstenares Hadassah Emmerich maakte voor de zuidelijke onderdoorgang van de Anton de Kombrug een bijdrage aan het "Open Source Festival" dan wel "Straat van de Sculpturen". In 2009 was dat een tijdelijke kunstlooproute tussen Station Amsterdam Bijlmer ArenA en metrostation Kraaiennest. Het kunstwerk bestaat uit drie relatief grote tegeltableaus van 3 bij 3 meter, die na afloop van de tentoonstelling bleven staan. De drie tableaus zijn bevestigd op drie brugpijlers. Meestal werd bij soortgelijke projecten gebruikt van felle tinten om het grijze beton weg te werken. Emmerich kwam echter met tableaus in donkere tinten aangepast aan de omgeving. De grillige lijnen in de afbeeldingen staat juist in contrast met de hoekigheid van die omgeving. De kunstenaar liet zich rond 2009 vooral inspireren door exotische bloemmotieven. Emmerich verbleef destijds onder een toelage van het Mondriaan Fonds in het Künstlerhaus Bethanien in Berlijn, waarbij de rust aldaar zorgde voor een donkerder kleurgebruik in haar werk; iets dat zij later weer losliet.

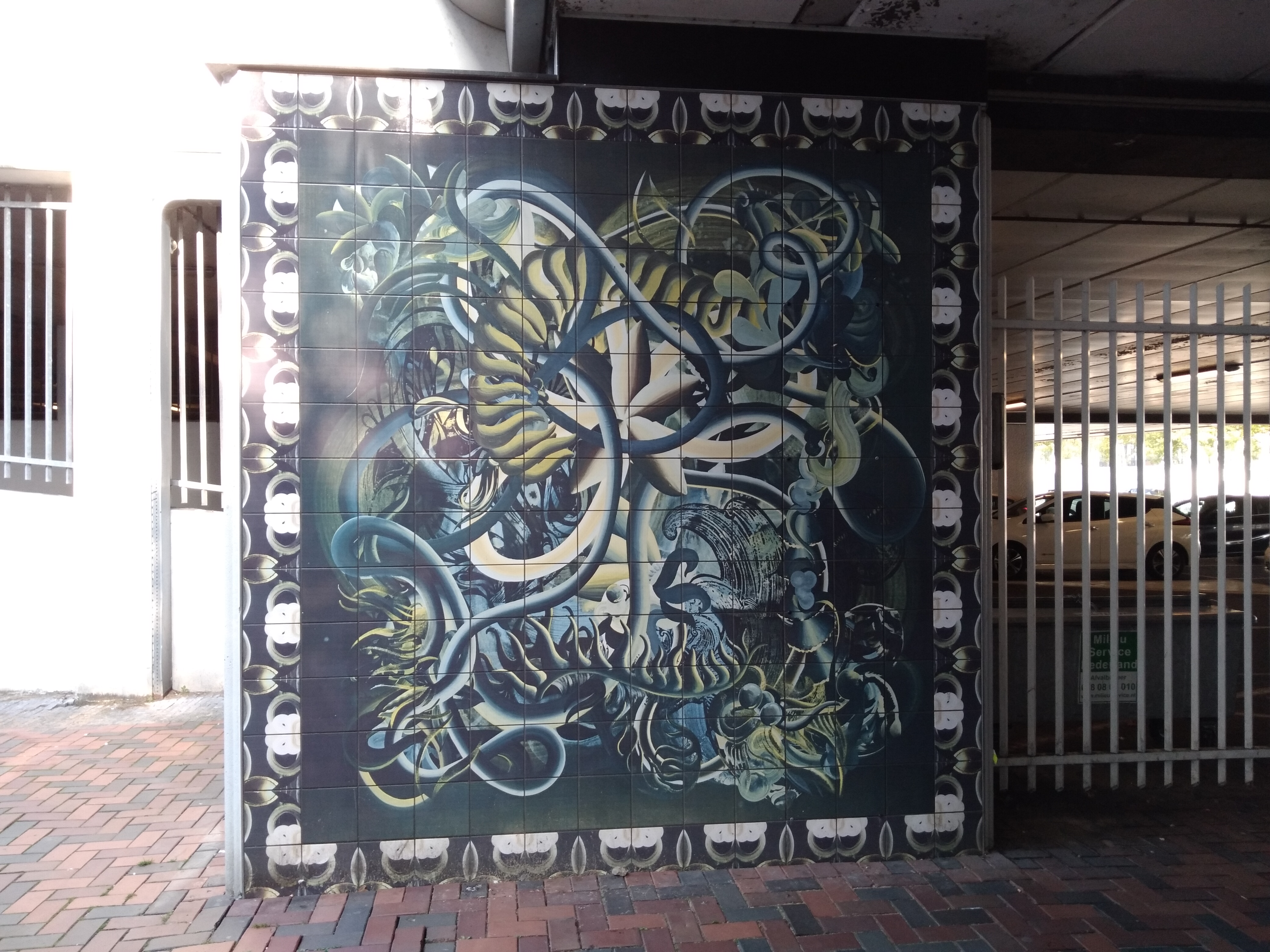
Linkerpaneel (oktober 2020)

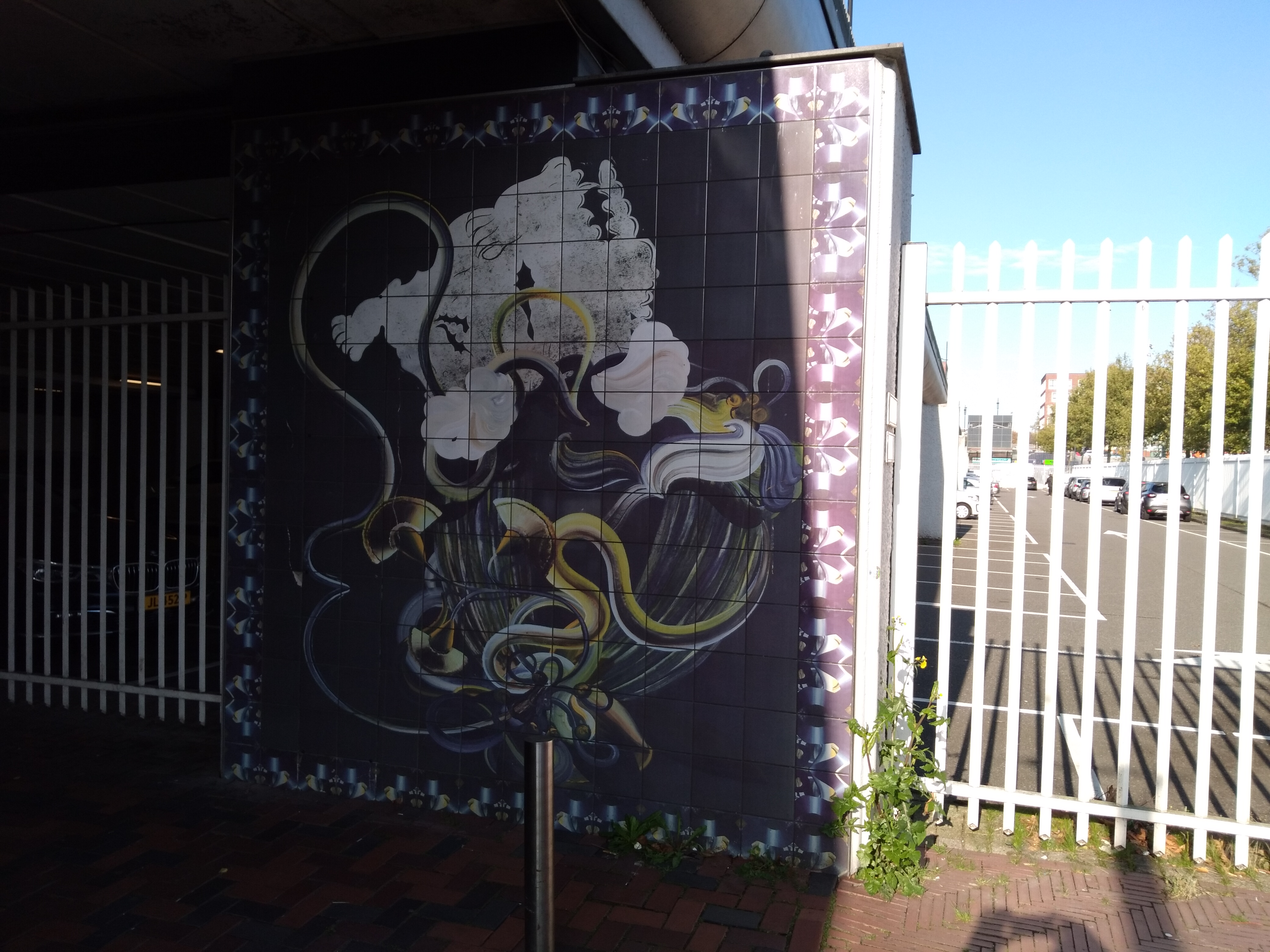
Rechterpaneel (oktober 2020)